# Attilio Perez
Attilio Perez (né le 25 juin 1880 à Venise et décédé au Lido en 1961) est un architecte italien adepte du Stile Liberty.

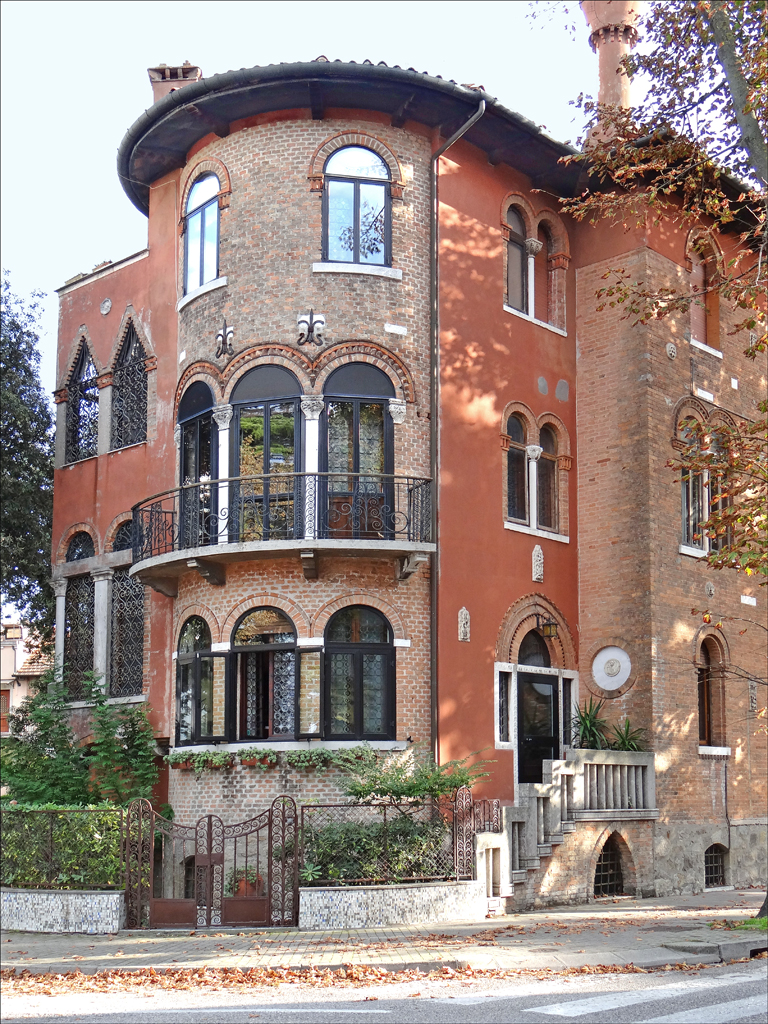
La Villa Perez au Lido de Venise

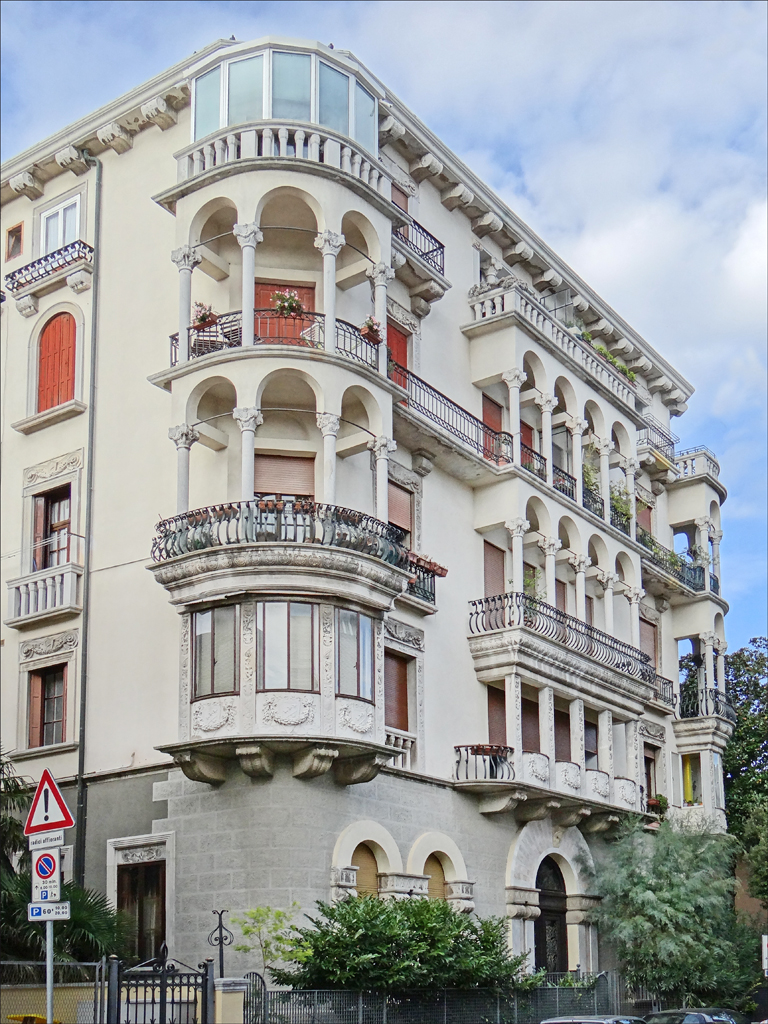
Casa Licia au Lido de Venise

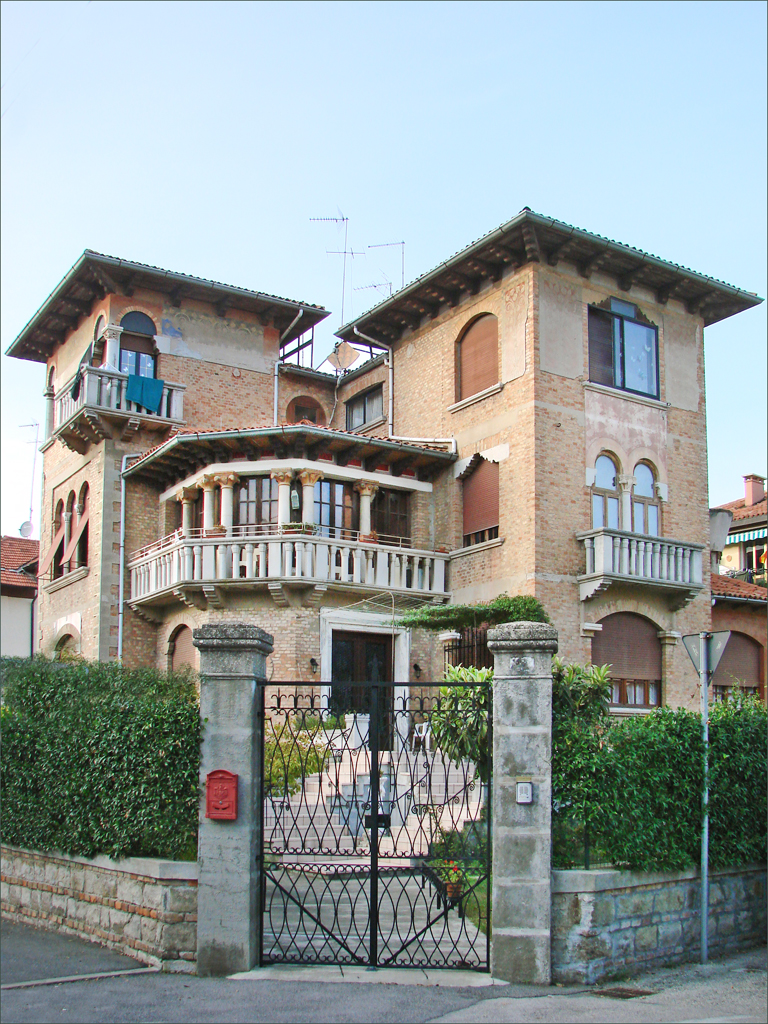
Le Villa Anita au Lido de Venise

## Biographie
Perez est l'un des entrepreneurs les plus prolifiques qui ont contribué à l'urbanisation du Lido. Né en 1880 à Venise, il y résidait au Fondamenta San Felice 3018. Actif au Lido de 1910 aux années '50, il a commencé sa carrière dans les chantiers de l'ingénieur Corrado puis à son compte au nord de la Gran Viale SME. Il achète des terrains et entre dans la société SALUTE, qui ambitionne l'utilisation pionnière de ces terrains dans cette zone un peu délaissée. Il va y construire dix maisons entre la via Perasto, Paul Erizzo et Negroponte.
La première, la villa Angelina (du nom de son épouse), ou le Cottage Perez sur la lagune, étonne toujours par la richesse des décors, des matériaux, du chromatisme, qui sont en quelque sorte basés sur les styles médiévaux en ligne avec l'éclectisme obtenant toujours un résultat chaleureux et très personnel.
Perez achève entre 1914 et 1915 la Casa Licia, où il déménage sa famille enrichi maintenant de trois enfants : Licia, Lidia et Giulio.
Cette grande maison claire avec ascenseur "art déco", décoré de nombreux ornements : des lys, des étoiles, des armes, de la lumière en fer forgé, sur sa façade le grand portail encerclé par le marbre gris et rose dominé par la devise «ars labor».
En 1914, la CIGA lui commande la réalisation du grand salon de restaurant et d'un nouveau dôme pour le Grand Hôtel Excelsior (Lido de Venise), à la construction duquel il avait collaboré, dont témoignent deux cartes postales de Nicolà Spada conservées par la famille.
La Grande Guerre force Perez au départ et il se retrouve à Santa Maria di Leuca à bord d'hydravions.
La période d'après-guerre voit une forte reprise de la construction. Il achève la Villa Demetra et entame un grand bâtiment au 16 Via Negroponte, qui sera sa dernière demeure.
Comme déjà auparavant, Perez a des problèmes avec l'administration municipale, qui lui conteste le manque d'un titre officiel, à quoi il répond en se référant à son expérience, mais il existe une note dans laquelle il est fait état d'un diplôme en beaux-arts décerné en 1906 à Bruxelles. On lui reproche aussi l'habitude de commencer les travaux avant de demander un permis, mais cela était pratique courante dans le bâtiment de l'île.
Des photos nous montrent un Attilio Perez distingué. Nous savons qu'il était réservé et de peu de paroles, mais il pouvait s'exprimer correctement et même avec une certaine ironie. Il aimait voyager ainsi que l'activité de pilote, mais ne tolérait pas la vie de bureau. Mais à la fin des années trente un deuil grave tempérait son dynamisme, lorsque son fils ingénieur est mort en 1939 vers la trentaine. Il avait sans doute mis beaucoup d'espoirs en lui et la guerre le lui a enlevé, lui laissant la responsabilité d'élever son petit-fils Giulio, qui est par la suite aussi devenu architecte et qui a pu assister aux derniers travaux de restauration de son grand-père.

## Source
- (it) Notice bio

## Œuvres principales
- Villa Angelina (Lido de Venise)
- Villa Perez (Lido de Venise 1913)
- Casa Licia (Lido de Venise)
- Villa Anita (Lido de Venise)
- Palazzo Perez (Lido 1911-12)
- villa Fanny (Lido 1912)
- villa Demetra ou Tina (Lido 1919)
- édifice résidentiel et commercial via Negroponte 12-16 (Lido 1915-1925)
- édifice résidentiel et commercial via Cipro 34 (Lido années 1920)
- Pensione Palma (Lido 1923)